# James Ingram

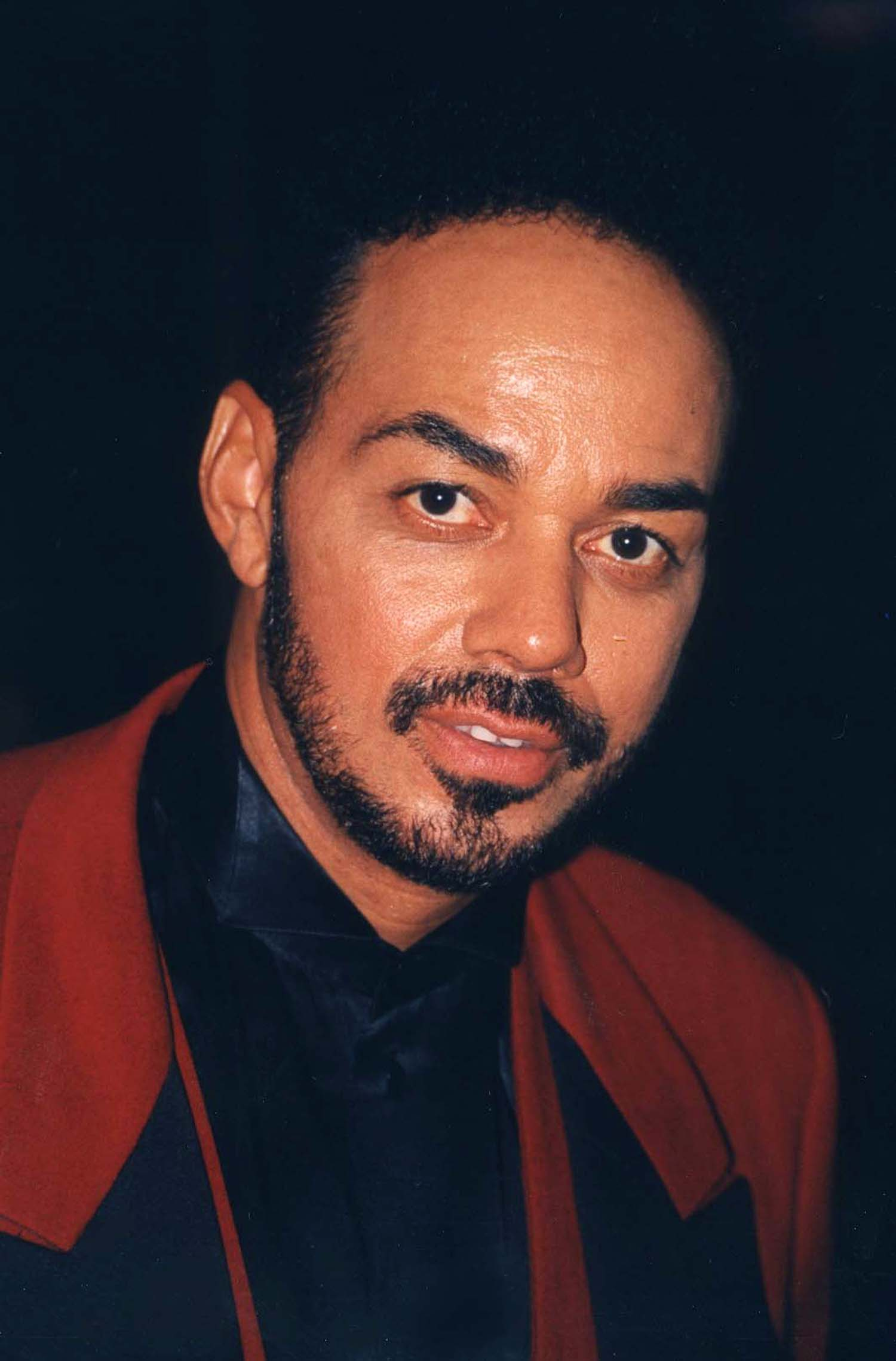
James Ingram (1998)

James Ingram (* 16. Februar 1952 in Akron, Ohio; † 29. Januar 2019 in Los Angeles) war ein US-amerikanischer Soulsänger, -musiker, Songwriter und Produzent. Er wurde zweimal mit dem Grammy ausgezeichnet und erreichte 1982 mit Baby, Come to Me und 1990 mit I Don’t Have the Heart Platz eins der US-amerikanischen Single-Charts.

## Leben
James Ingram brachte sich autodidaktisch Klavier, Gitarre, E-Bass, Schlagzeug und Synthesizer bei und begann seine Karriere Anfang der 1970er Jahre mit der Gruppe Revelation Funk. 1980 steuerte er für das Album The Dude von Quincy Jones die Texte und den Leadgesang für zwei Titel (Just Once und One Hundred Ways) bei. Beide Songs wurden Hits in den USA. 1981 war Ingram kurzzeitig Leadsänger der Gruppe Zingara, die noch im selben Jahr ein selbstbetiteltes Album veröffentlichte und einen Top-30-Erfolg in den R&B-Charts mit Love’s Calling hatte.
Mit Patti Austin nahm Ingram 1981 die Ballade Baby, Come to Me auf, die es 1983 bis auf Platz eins in den USA schaffte. Ein weiteres Duett der beiden, How Do You Keep the Music Playing? erreichte im darauffolgenden Jahr ebenfalls die Charts (USA Platz 45). Außerdem sang er im Background für Kollegen wie Phyllis Hyman, Donna Summer, Bill Medley oder The Brothers Johnson.
1982 schrieb Ingram zusammen mit Quincy Jones den Titel P.Y.T. (Pretty Young Thing) für Michael Jacksons Erfolgsalbum Thriller, auf dem er auch im Background sang. 1983 nahm Ingram sein Debütalbum It's Your Night auf, das die Ballade There's No Easy Way und den Erfolgshit mit Michael McDonald, Yah Mo Be There, enthielt. In den Folgejahren arbeitete er mit Künstlern wie Ray Charles und Natalie Cole zusammen. Ingram konnte den Erfolg seines Debüts mit seinem zweiten Album Never Felt So Good (1986) trotz prominenter Unterstützung von Musikern wie El DeBarge, Michael Bolton oder Howard Hewett nicht wiederholen.
Seine größten Erfolge waren Somewhere Out There (1986), ein Duett mit Linda Ronstadt, das in dem Zeichentrickfilm Feivel, der Mauswanderer zu hören ist, sowie der US-Nummer-eins-Hit I Don't Have the Heart (1990). Außerdem gewann er 1982 und 1985 zwei Grammys. Insgesamt brachte er es auf zehn Hits in den amerikanischen Pop- und 20 Hits in den R&B-Charts. Hier platzierte er sich 1995 das letzte Mal: Mit Anita Baker sang er für den Soundtrack zu Vergiß Paris die Ballade When You Love Someone (Platz 71).
1985 nahm er an dem Projekt USA for Africa teil und sang in dem Welterfolg We Are the World, geschrieben von Michael Jackson und Lionel Richie, einige Zeilen. 1997 synchronisierte er den Hund Buster aus dem Film Die furchtlosen Vier. 16 Jahre nach seinem letzten Album veröffentlichte Ingram im Oktober 2008 das Werk Stand (In the Light), das eine Rückkehr zu seinen Gospelwurzeln darstellte. Im Januar 2019 starb Ingram im Alter von 66 Jahren an einem Gehirntumor. Seine Familie gab wenig später auf seinem offiziellen Facebook-Account bekannt, dass er außerdem an frühen Stadien von Alzheimer und Parkinson gelitten habe.

## Diskografie

### Studioalben
| Jahr | Titel                | Höchstplatzierung, Gesamtwochen, AuszeichnungChartplatzierungen (Jahr, Titel, Platzierungen, Wochen, Auszeichnungen, Anmerkungen) | Höchstplatzierung, Gesamtwochen, AuszeichnungChartplatzierungen (Jahr, Titel, Platzierungen, Wochen, Auszeichnungen, Anmerkungen) | Anmerkungen                            |
| Jahr | Titel                | UK | US | Anmerkungen                            |
| ---- | -------------------- | --- | --- | -------------------------------------- |
| 1983 | It’s Your Night      | UK25 (17 Wo.)UK | US46 Gold · (42 Wo.)US | Erstveröffentlichung: 27. Juli 1983    |
| 1986 | Never Felt So Good   | UK72 (2 Wo.)UK | US123 (9 Wo.)US | Erstveröffentlichung: Juli 1986        |
| 1989 | It’s Real            | — | US117 (10 Wo.)US | Erstveröffentlichung: 23. Mai 1989     |
| 1993 | Always You           | — | — | Erstveröffentlichung: 25. Mai 1993     |
| 2008 | Stand (In the Light) | — | — | Erstveröffentlichung: 14. Oktober 2008 |

### Kompilationen
| Jahr | Titel                                   | Höchstplatzierung, Gesamtwochen, AuszeichnungChartsChartplatzierungen (Jahr, Titel, Platzierungen, Wochen, Auszeichnungen, Anmerkungen) | Anmerkungen                |
| Jahr | Titel                                   | US | Anmerkungen                |
| ---- | --------------------------------------- | --- | -------------------------- |
| 1991 | Greatest Hits: The Power of Great Music | US168 Gold · (3 Wo.)US | Erstveröffentlichung: 1991 |
| 1999 | Forever More (Love Songs, Hits & Duets) | US165 (1 Wo.)US | Erstveröffentlichung: 1999 |

### Singles als Leadmusiker
| Jahr | Titel Album                                                                                   | Höchstplatzierung, Gesamtwochen, AuszeichnungChartplatzierungen (Jahr, Titel, Album, Platzierungen, Wochen, Auszeichnungen, Anmerkungen) | Höchstplatzierung, Gesamtwochen, AuszeichnungChartplatzierungen (Jahr, Titel, Album, Platzierungen, Wochen, Auszeichnungen, Anmerkungen) | Anmerkungen                                                 |
| Jahr | Titel Album                                                                                   | UK | US | Anmerkungen                                                 |
| ---- | --------------------------------------------------------------------------------------------- | --- | --- | ----------------------------------------------------------- |
| 1981 | Just Once Greatest Hits: The Power of Great Music / The Dude                                  | — | US17 (23 Wo.)US | Erstveröffentlichung: August 1981 mit Quincy Jones          |
| 1981 | One Hundred Ways Greatest Hits: The Power of Great Music / The Dude                           | — | US14 (21 Wo.)US | Erstveröffentlichung: Dezember 1981 mit Quincy Jones        |
| 1982 | Baby, Come to Me Greatest Hits: The Power of Great Music / The Very Best of Patti Austin      | UK11 (11 Wo.)UK | US1 Gold · (32 Wo.)US | Erstveröffentlichung: April 1982 mit Patti Austin           |
| 1983 | How Do You Keep the Music Playing It’s Your Night / The Very Best of Patti Austin             | — | US45 (17 Wo.)US | Erstveröffentlichung: April 1983 mit Patti Austin           |
| 1983 | Yah Mo B There It’s Your Night / Sweet Freedom                                                | UK12 (19 Wo.)UK | US19 (18 Wo.)US | Erstveröffentlichung: 9. Dezember 1983 mit Michael McDonald |
| 1984 | There’s No Easy Way It’s Your Night                                                           | — | US58 (10 Wo.)US | Erstveröffentlichung: März 1984                             |
| 1985 | It’s Your Night                                                                               | UK82 (2 Wo.)UK | — | Erstveröffentlichung: März 1985                             |
| 1986 | Somewhere out There Greatest Hits: The Power of Great Music / The Very Best of Linda Ronstadt | UK8 (13 Wo.)UK | US2 Gold · (22 Wo.)US | Erstveröffentlichung: Dezember 1986 mit Linda Ronstadt      |
| 1989 | It’s Real                                                                                     | UK83 (2 Wo.)UK | — | Erstveröffentlichung: Juni 1989                             |
| 1990 | I Don’t Have the Heart It’s Real                                                              | — | US1 (26 Wo.)US | Erstveröffentlichung: August 1990                           |
| 1994 | The Day I Fall in Love Forever More (Love Songs, Hits & Duets)                                | UK64 (2 Wo.)UK | — | Erstveröffentlichung: April 1994 mit Dolly Parton           |

### Singles als Gastmusiker
| Jahr | Titel Album                                                 | Höchstplatzierung, Gesamtwochen, AuszeichnungChartplatzierungen (Jahr, Titel, Album, Platzierungen, Wochen, Auszeichnungen, Anmerkungen) | Höchstplatzierung, Gesamtwochen, AuszeichnungChartplatzierungen (Jahr, Titel, Album, Platzierungen, Wochen, Auszeichnungen, Anmerkungen) | Anmerkungen                                                                                            |
| Jahr | Titel Album                                                 | UK | US | Anmerkungen                                                                                            |
| ---- | ----------------------------------------------------------- | --- | --- | --- |
| 1984 | What About Me?                                              | UK92 (3 Wo.)UK | US15 (19 Wo.)US | Erstveröffentlichung: September 1984 Kenny Rogers feat. James Ingram & Kim Carnes                      |
| 1990 | The Secret Garden (Sweet Seduction Suite) Back on the Block | UK67 (2 Wo.)UK | — | Erstveröffentlichung: März 1990 Quincy Jones feat. James Ingram, Al B. Sure!, El DeBarge & Barry White |